# بیل کریستول
(با نام واقعی ویلیام) بیل کریستول (به انگلیسی: Bill(Wiliam) Kristol)، سردبیر ویکلی استاندارد، یکی از بنیانگذاران پروژه‌ای برای قرن جدید آمریکایی (PNAC)، یکی از اعضای مجمع تحقیقاتی مؤسسه امریکن اینترپرایز (AEI)

## زندگی
کریستول در ۲۳ دسامبر ۱۹۵۲ (میلادی) در شهر نیویورک در خانواده‌ای یهودی به دنیا آمد. از او به عنوان یکی از بنیانگذاران جنبش نومحافظه کاری هم نام می‌برند. دوره دبیرستان خود را در مدرسه کالجیت منهتن گذراند سپس دکترای علوم سیاسی را از دانشگاه هاروارد دریافت کرد.
سپس در دانشگاه پنسیلوانیا و «مدرسه عالی حکومت» هاروارد به تدریس فلسفه سیاسی و سیاست آمریکا مشغول شد.

## در سیاست
کریستول نیز مانند فرانک جفنی و ایلیوت آبرامز ابتدا کار سیاسی را با سناتور هنری جکسون دموکرات آغاز کرد، ولی در سال ۱۹۷۶ (میلادی) مشی سیاسی خود را عوض کرد و جمهوری‌خواه شد.
از سال ۱۹۸۵ (میلادی) کار در دولت را در وزارت آموزش و پرورش در دوره وزارت ویلیام بنت از دولت رونالد ریگان آغاز کرد. در دوران جورج بوش پدر مسئول دفتر دان کویل معاون اول رئیس‌جمهور بود.
سپس به ریاست پروژه آینده جمهوریخواهان برگزیده شد. بعد از آنکه در سال ۱۹۹۴ (میلادی) جمهوریخواهان کرسی‌های مجلس نمایندگان و مجلس سنا را گرفتند، کریستول به کمک جان پادهورتز و با سرمایه‌گذاری روپرت مورداک (Rupert Murdoch) نشریه ویکلی استاندارد را بنا گذاشت.
کریستول از سال ۱۹۹۱ مرتباً خواستار تغییر رژیم صدام در عراق بوده و با همکاری لورنس کاپلن کتاب «جنگ علیه عراق: ستمگری صدام و وظیفه آمریکا» را تألیف کرده‌است.
سال ۱۹۹۷ (میلادی) کریستول به همراه رابرت کاگان جنبشی را به نام پروژه‌ای برای قرن جدید آمریکایی (PNAC) بنیان گذاشت. از آثار این جنبش تأثیرگذاری بر دولت جورج بوش پدر برای اقدام نظامی در عراق بود.
کریستول در سال ۲۰۰۵ متن سخنرانی جورج بوش در مراسم تحلیف ریاست جمهوری در ایالات متحده بود را تهیه کرده بود.
وی عضو هیئت مشاوران بنیاد دفاع از دموکراسی‌ها، که پس از ۱۱ سپتامبر به یکی از کانون‌های تولید اندیشه تبدیل شده، نیز می‌باشد.